# Sprycjan

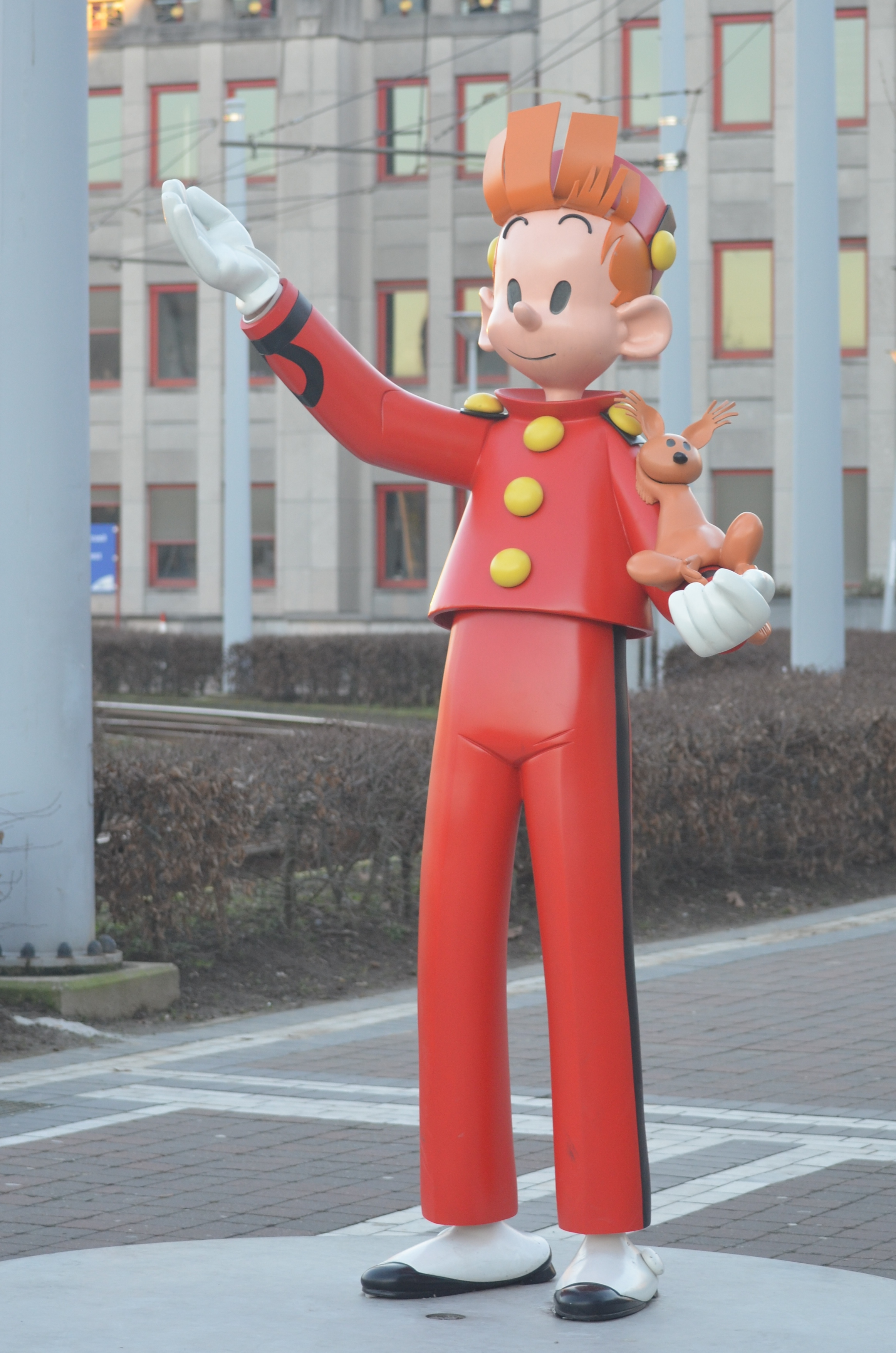
Pomnik Sprycjana w Charleroi.

Sprycjan - reporter, bohater serii komiksów Przygody Sprycjana i Fantazjo (Spirou et Fantasio) autorstwa duetu Tome & Janry, na podstawie których powstał także serial animowany. 
Sprycjan jest właścicielem wiewiórki imieniem Spip, ze swoim przyjacielem Fantazjo dzieli niewielki dom na przedmieściu Grzybowa (Champignac) oraz nowoczesny samochód z wbudowanym komputerem o nazwie "Penelopa". Charakteryzuje go ruda czupryna i czerwony strój.
W Monteux znajduje się park rozrywki inspirowany tą postacią, Parc Spirou, otwarty w 2018 r.